# Polybia oblita
Polybia oblita (лат.) — ископаемый вид ос из рода подсемейства Polistinae семейства Vespidae. Обнаружены в поздних эоценовых отложениях Европы. Великобритания (Isle of Wight).
Длина переднего крыла 14,0 мм.
Вместе с другими ископаемыми видами ос, такими как Palaeopolistes jattioti, Polistes industrius, Polistes signatus, Polistes attavinus, Polistes kirbyanus, Polybia anglica, Polistes vergnei являются древнейшими бумажными осами подсемейства полистины. Вид был впервые описан в 1921 году американским энтомологом Теодором Коккереллом (Theodore Dru Alison Cockerell; 1866—1948).